# UFC on FX: Belfort vs. Bisping
UFC on FX: Belfort vs. Bisping è stato un evento di arti marziali miste organizzato dalla Ultimate Fighting Championship che si è tenuto il 19 gennaio 2013 al Ginásio do Ibirapuera di San Paolo, Brasile.

## Retroscena
Yuri Alcantara avrebbe dovuto affrontare Johnny Eduardo, ma quest'ultimo diede forfait e successivamente anche il suo sostituto George Roop dovette rinunciare alla sfida a causa di un infortunio, e alla fine lo sfidante fu l'esordiente Pedro Nobre.
L'evento avrebbe dovuto ospitare la sfida tra Michael Kuiper e Thiago Perpétuo, ma Perpétuo subì un acciacco ed anche il suo sostituto Caio Magalhaes non poté essere dell'incontro, e di conseguenza il match venne annullato.
Wagner Prado doveva vedersela con Roger Hollett, ma quest'ultimo si strappò il bicipite e venne sostituito con il nuovo ingaggio Ildemar Alcantara.

## Risultati

### Card preliminare
- Incontro categoria Pesi Leggeri:  Francisco Trinaldo contro  C.J. Keith

Trinaldo sconfisse Keith per sottomissione (triangolo di braccia) a 1:50 del secondo round.
- Incontro categoria Pesi Mediomassimi:  Wagner Prado contro  Ildemar Alcantara

Alcantara sconfisse Prado per sottomissione (kneebar) a 2:39 del secondo round.
- Incontro categoria Pesi Gallo:  Yuri Alcantara contro  Pedro Nobre

L'incontro tra Alcantara e Nobre terminò in No Contest (colpi di Alcantara sulla nuca di Nobre) a 2:11 del primo round.
- Incontro categoria Pesi Leggeri:  Edson Barboza contro  Lucas Martins

Barboza sconfisse Martins per sottomissione (colpi) a 2:38 del primo round.
- Incontro categoria Pesi Piuma:  Diego Nunes contro  Nik Lentz

Lentz sconfisse Nunes per decisione unanime (30-28, 30-27, 30-26).
- Incontro categoria Pesi Medi:  Ronny Markes contro  Andrew Craig

Markes sconfisse Craig per decisione unanime (29-28, 29-28, 29-28).
- Incontro categoria Pesi Piuma:  Godofredo Pepey contro  Milton Vieira

Pepey sconfisse Vieira per decisione divisa (29-28, 28-29, 29-28).

### Card principale
- Incontro categoria Pesi Leggeri:  Thiago Tavares contro  Khabib Nurmagomedov

Nurmagomedov sconfisse Tavares per KO Tecnico (colpi) a 1:55 del primo round.
- Incontro categoria Pesi Massimi:  Gabriel Gonzaga contro  Ben Rothwell

Gonzaga sconfisse Rothwell per sottomissione (strangolamento a ghigliottina) a 1:01 del secondo round.
- Incontro categoria Pesi Medi:  Daniel Sarafian contro  C.B. Dollaway

Dollaway sconfisse Sarafian per decisione divisa (29-28, 28-29, 29-28).
- Incontro categoria Pesi Medi:  Vítor Belfort contro  Michael Bisping

Belfort sconfisse Bisping per KO Tecnico (calcio alla testa e pugni) a 1:27 del secondo round.

## Premi
I seguenti lottatori sono stati premiati con un bonus di 50.000 dollari:
- Fight of the Night:  Daniel Sarafian contro  C.B. Dollaway
- Knockout of the Night:  Vítor Belfort
- Submission of the Night:  Ildemar Alcantara